# صوت الدلتا
صوت الدلتا شركة إنتاج موسيقى مصرية تأسست في عام 1978 من قبل الفنان تيمور كوته أنتجت العديد من الأعمال للعديد من نجوم الفن المصري، يملكها الدكتور نصيف قزمان 

## نبذة عن
أول الأعمال التي أنتجها كانت أغنية «كوكو واوا» بالعربي لمؤسسها عازف الإيتار تيمور كوته، وطرحت شريط الكاسيت في معرض الكتاب وحقق مبيعات عالية
أنتجت لمعظم نجوم مصر والوطن العربي أهم ألبوماتهم الغنائية وعلى رأسهم عمرو دياب محمد حماقي ومحمد فؤاد وعامر منيب وغيرهم،
انقطعت عن الإنتاج الموسيقى من سنوات طويلة عادت عام 2017 للإنتاج الفني 

## أبرز الفنانين الذين أنتجت لهم
- عبد المنعم مدبولي[5]
- عمرو دياب
- عامر منيب
- محمد فؤاد
- سيمون
- سيد حجاب
- محمد حماقي
- شادية حسني
- هشام عباس
- محمد هنيدي
- علي كوبان
- بحر أبو جريشة
- عماد عبد الحليم
- تامر عاشور

## وصلات خارجية
- الموقع الرسمي